# Łaszewo-Wietrznik
Łaszewo-Wietrznik – wieś w Polsce położona w województwie mazowieckim, w powiecie żuromińskim, w gminie Siemiątkowo.
W latach 1975–1998 miejscowość administracyjnie należała do województwa ciechanowskiego.